# 圣伯多禄从监牢得自由
圣伯多禄从监牢得自由（義大利語：Liberazione di san Pietro dal carcere）是菲利皮诺·利皮的一幅 湿壁画，位于佛罗伦萨圣母圣衣圣殿的布兰卡契小堂右侧墙壁下部右侧，绘制于1482-1485年，尺寸为230 x 88 厘米。画中描绘《宗徒大事录》中圣伯多禄从监牢得自由的场景。 